# Gare de Pasila
La gare de Pasila (en finnois : Pasilan rautatieasema, en suédois : Böle järnvägstation) est une gare ferroviaire située dans le quartier de Pasila à Helsinki en Finlande.
Elle est à 3,5 km au nord de la Gare centrale d'Helsinki.

## Situation ferroviaire
La gare de Pasila sera sur le trajet de l'Itärata.

## Histoire
Ouverte en 1862, c'est la seconde gare de Finlande pour son trafic après la gare centrale d'Helsinki et seules ces deux gares gèrent le trafic à longue distance.
Elle occupe une grande partie du district de Pasila.

## Service des voyageurs
Le bâtiment actuel de la gare de Pasila a été mis en service le 17 octobre 2019. Il est construit sur des piliers au-dessus des rails et est étroitement lié au centre commercial adjacent de Tripla. Le pont Pasilansilta, qui relie l'est et l'ouest de Pasila, longe la gare et le centre commercial au sud.